# КП (Старогард-Ґданський)
Футбольний клуб «Старогард-Ґданський» (пол. Klub Piłkarski Starogard Gdański) — польський футбольний клуб з однойменного міста, заснований у 2008 році. Виступає у Третій лізі. Домашні матчі приймає на Міському стадіоні, місткістю 3 443 глядачів.